# 광택 (연호)
광택(光宅, 684년 9월 ~ 12월)은 당나라(唐) 예종(睿宗) 이단(李旦)의 두번째 연호이자 측천무후(則天武后) 섭정 시기의 연호이다. 약 4개월 동안 사용하였다.

## 개원
- 문명(文明) 원년 9월 6일[1](684년 10월 19일)에 연호를 광택(光宅)으로 개원함.[2][3][4][5]

- 광택(光宅) 2년 1월 1일[6](685년 2월 9일)에 연호를 수공(垂拱)으로 개원함.[2][3][4][5]

## 연대 대조표
| 광택       | 원년       |
| 서기(西紀) | 684년      |
| 간지(干支) | 갑신(甲申) |

## 같이 보기
- 중국의 연호 목록